# Pave Leo 6.
Pave Leo 6. (død i december 928) var kun pave i lidt over syv måneder fra juni 928 til sin død i december samme år. Han var en meget aktiv politisk pave, der tog mange store beslutninger. Han var mere vellidt end sin forgænger, pave Johannes 10.